# 劇場版ポケットモンスター ダイヤモンド&パール ギラティナと氷空の花束 シェイミ ミュージックコレクション
『劇場版ポケットモンスター ダイヤモンド&パール ギラティナと氷空の花束 シェイミ ミュージックコレクション』は、劇場版『ポケットモンスター ダイヤモンド&パール ギラティナと氷空の花束 シェイミ』のサウンドトラック。2008年7月30日にメディアファクトリーから発売された。

## 概要
- 劇場版『ポケットモンスター ダイヤモンド&パール ギラティナと氷空の花束 シェイミ』のサウンドトラック。
- CDジャケットには、サトシ、ピカチュウ、タケシ、ヒカリ、ポッチャマ、ヒコザル、ナエトル、グレッグル、ピンプク、シェイミ、ギラティナ、ムゲン・グレイスランド、ゼロ、インフィが描かれている。
- 音楽は、宮崎慎二が担当している。

## 収録曲
1. アバンメドレー2008
編曲：宮崎慎二
2. 事件のはじまり
作曲・編曲：宮崎慎二
3. タイトルテーマ2008
作曲：増田順一 / 編曲：宮崎慎二
4. ホットケーキ
作曲・編曲：宮崎慎二
5. 神々の戦い
作曲・編曲：宮崎慎二
6. 反転世界からの脱出
作曲・編曲：宮崎慎二
7. ジバコイル軍団襲来!
作曲・編曲：宮崎慎二
8. スカイフォルム
作曲・編曲：宮崎慎二
9. 急襲ジバコイル軍団
作曲・編曲：宮崎慎二
10. 飛べ!シェイミ
作曲・編曲：宮崎慎二
11. シェイミVSギラティナ
作曲・編曲：宮崎慎二
12. ゼロの罠
作曲・編曲：宮崎慎二
13. ギラティナ捕獲
作曲・編曲：宮崎慎二
14. 大空中戦!
作曲・編曲：宮崎慎二
15. アロマセラピー
作曲・編曲：宮崎慎二
16. メカギラティナ発動
作曲・編曲：宮崎慎二
17. サトシ登場!
作曲・編曲：宮崎慎二
18. レジギガスとマンムー
作曲・編曲：宮崎慎二
19. サトシ絶体絶命
作曲・編曲：宮崎慎二
20. 最後のシードフレア
作曲・編曲：宮崎慎二
21. 大団円
作曲・編曲：宮崎慎二
22. 氷空の花束（そらのはなたば）
作曲・編曲：宮崎慎二
23. ONE（オルゴール・バージョン）
作曲：崎谷健次郎 / 編曲：三留一純
24. このゆびとまれ（映画バージョン）
歌：あきよしふみえ、ポケモンKIDS2008
作詞：吉川兆二 / 作曲・編曲：三留一純
ぬりえコンテストテーマ曲